# 塔拉西夫卡 (卡利尼夫卡區)
49°28′47″N 28°35′24″E / 49.47972°N 28.59000°E
塔拉西夫卡（烏克蘭語：Тарасівка），是烏克蘭的村落，位於該國西南部文尼察州，由赫米利尼克區負責管轄，面積0.7平方公里，海拔高度291米，2001年人口33，人口密度每平方公里47.14人。